# Rio Gianh

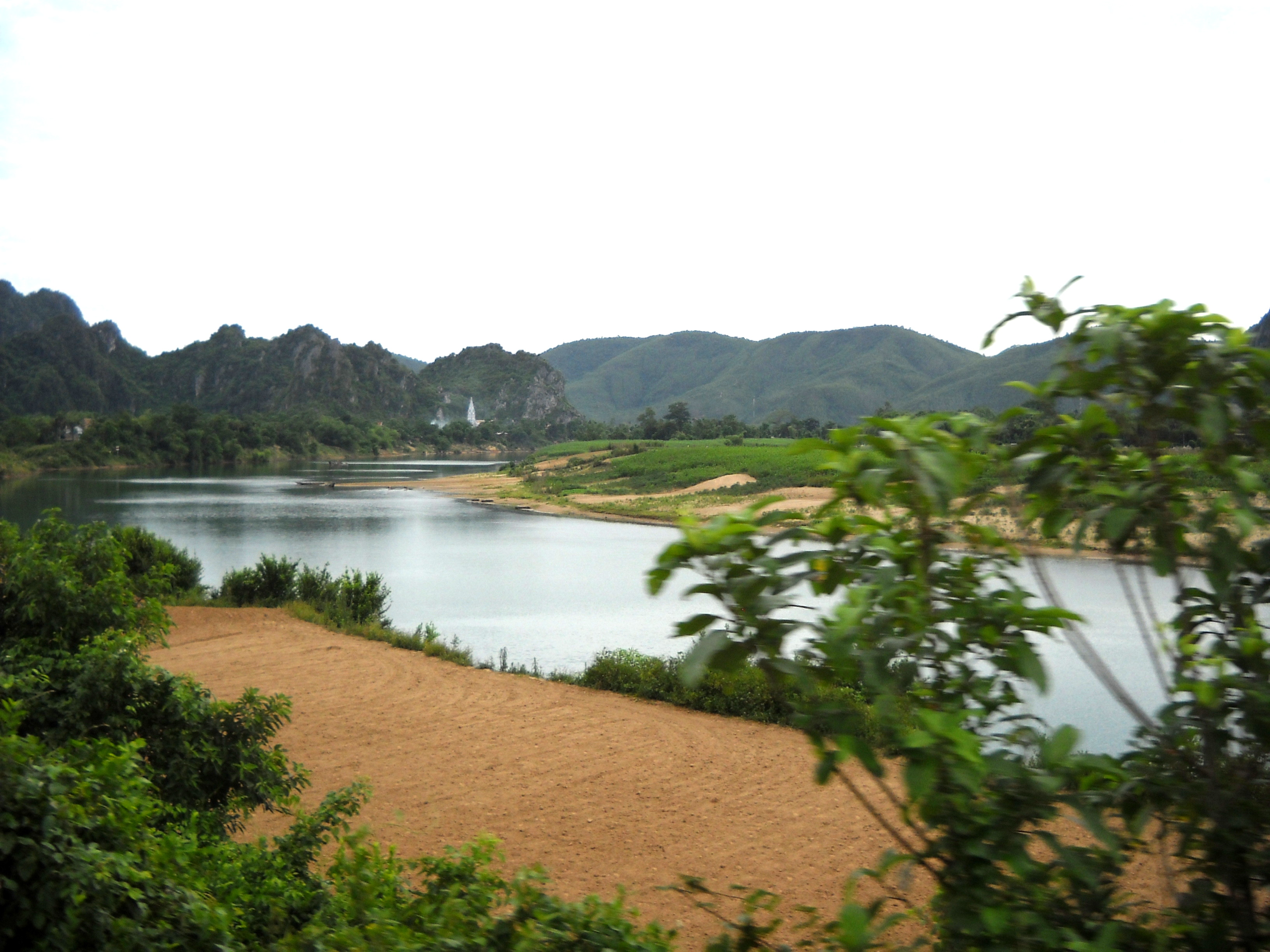

O Rio Gianh (em vietnamita:  Sông Gianh) é um rio na província de Quang Binh, na costa centro-norte do Vietname (Bắc Trung Bộ). O rio tem um comprimento de 268 km.
Era a fronteira entre duas famílias reais do Século XVII, após a Guerra Trịnh-Nguyễn, servindo para dividir o país entre as regiões Norte e Sul. O 17º paralelo utilizado entre o Vietname do Norte e o Vietname do Sul de 1954 a 1975, localizava-se mesmo a sul, no Rio Ben Hai na província Quang Tri.
A 25 de Janeiro de 2009 houve um acidente de barco no rio Gianh, provocando 40 mortes, com cinco desaparecidos.